# Amélie Lundahl
Amélie Helga Lundahl (Oulu, 26 maggio 1850 – Helsinki, 20 agosto 1914) è stata una pittrice finlandese.

## Biografia
Amélie Lundahl studiò disegno e pittura presso l'"Accademia di Belle arti" di Helsinki negli anni 1870–1872 e 1874–1876.
Nello stesso tempo (1872–1873), arricchì la sua formazione frequentando la Scuola di scultura di Stoccolma.
Ottenne quindi una borsa di studio che le permise di continuare i suoi studi, dal 1877 al 1881, nell'Académie Julian di Parigi, dove fu allieva di Tony Robert-Fleury e di Gustave Courtois.
All'inizio degli anni 1870 fece un primo viaggio in Bretagna, cui seguirono numerosi soggiorni a Douarnenez e a Concarneau. Qui entrò in contatto con la "colonia" di artisti che il pittore Alfred Guillou aveva fondato e vi si recò spesso per lunghi periodi già dal 1870. Iniziò allora a dipingere paesaggi e ritratti. Fra il 1878 e il 1885 si recò anche a Pont-Aven. 
Questi soggiorni, l'ambiente bretone ed il contatto con gli artisti che frequentavano quei luoghi le fecero provare il piacere della pittura en plein air. Decise allora di trasferirsi per qualche tempo in Bretagna, sino al 1888. E fu in quella terra che Amelie realizzò quei ritratti di contadine bretoni per i quali ella è ben conosciuta.
Amélie Lundahl tornò in Finlandia nel 1889. Restò qualche tempo nella "Colonia d'Önningeby", fondata da Victor Westerholm nell'arcipelago delle isole Åland prima di rientrare definitivamente ad Helsinki.

Amelie si spense in un sanatorio di Helsinki a 64 anni. È opinione comune che ella sia morta di leucemia.

## Opere
Elenco incompleto
- "Ritratto di giovanetta"" (1880)
- "Testa di ragazza bretone"" (1882)
- "Le sentier des Plomarc'h"" (à Douarnenez) (1884)
- "Ritratto di una giovane bretone con una giara"" (1884)
- "La Belle jardinière"" (1885)[3]
- "Skogssit"" (1890)
- "L'estate lussureggiante""
- "La giardiniera""
- "Ragazza bretone""
- "Ragazza nella foresta estiva""
- "L'arcipelago""
- "Fiori""
- "Ragazza all'arcolaio""
- "The look""
- "Ragazzi sulla costa""

- "Strandscape""
- "Birches by the shore""
- "Natura morta con fiori""
- "Ragazza nel bosco spoglio'"
- "L'atmosfera del mattino""
- "Pescando sul lago""
- "Estate in Finlandia""
- "Le rapide""
- "Il cucito""
- "Vista dalla riva""
- "Profilo di donna bretone""
- "Vista dall'arcipelago""
- "Vista da Häme""
- "Crisantemi""
- "Strandscape""

## Galleria d'immagini

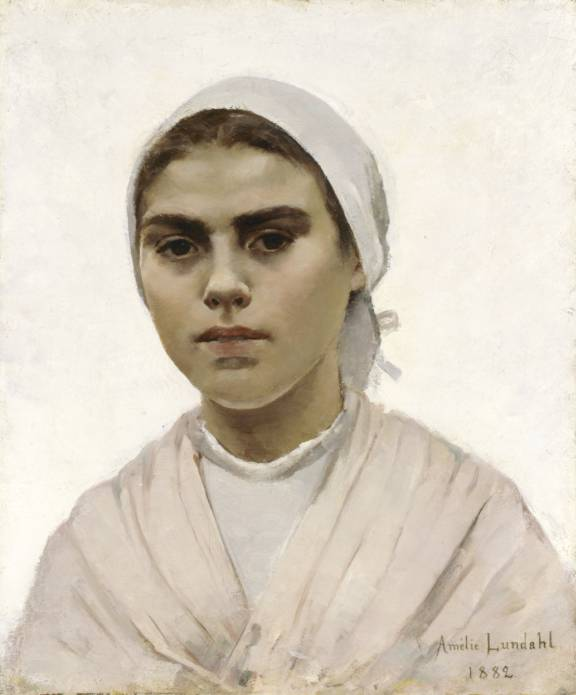
"Giovane bretone" (1882)
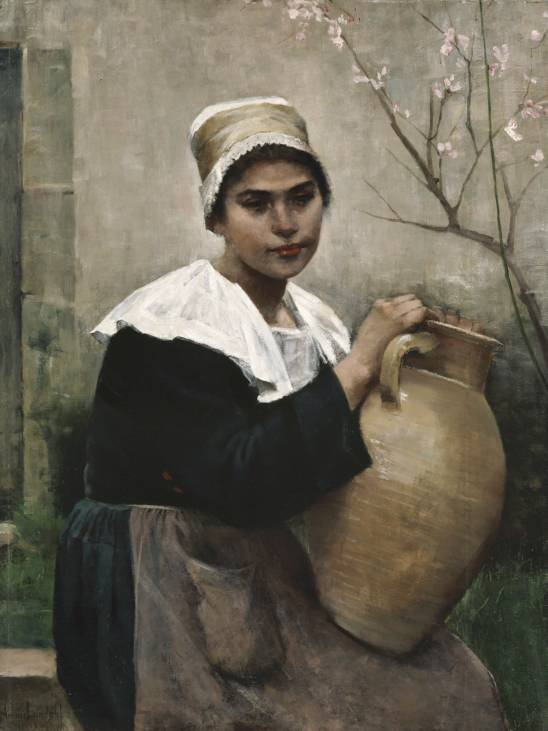
"Ritratto di una bretone" (1884)
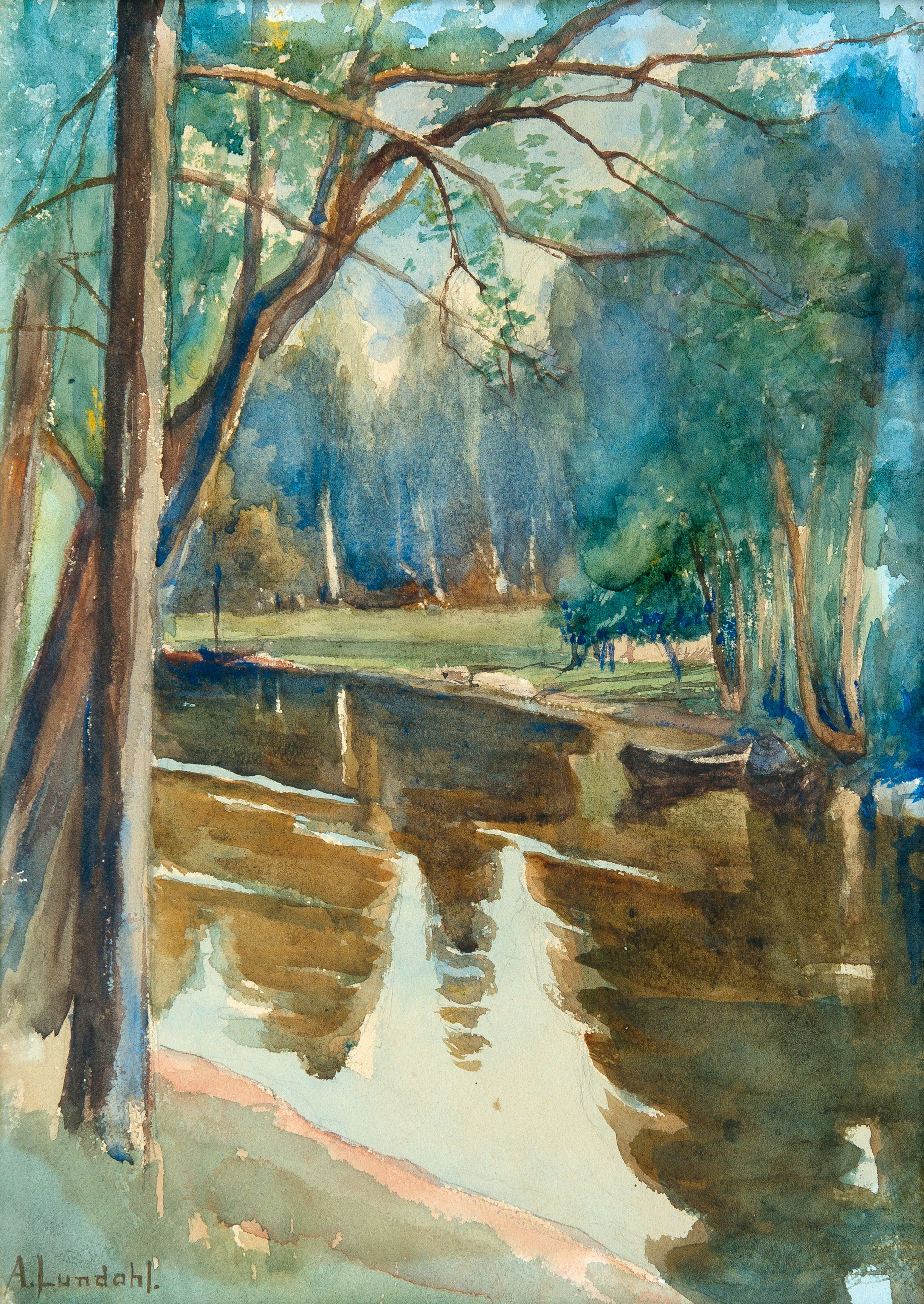
"Estate"
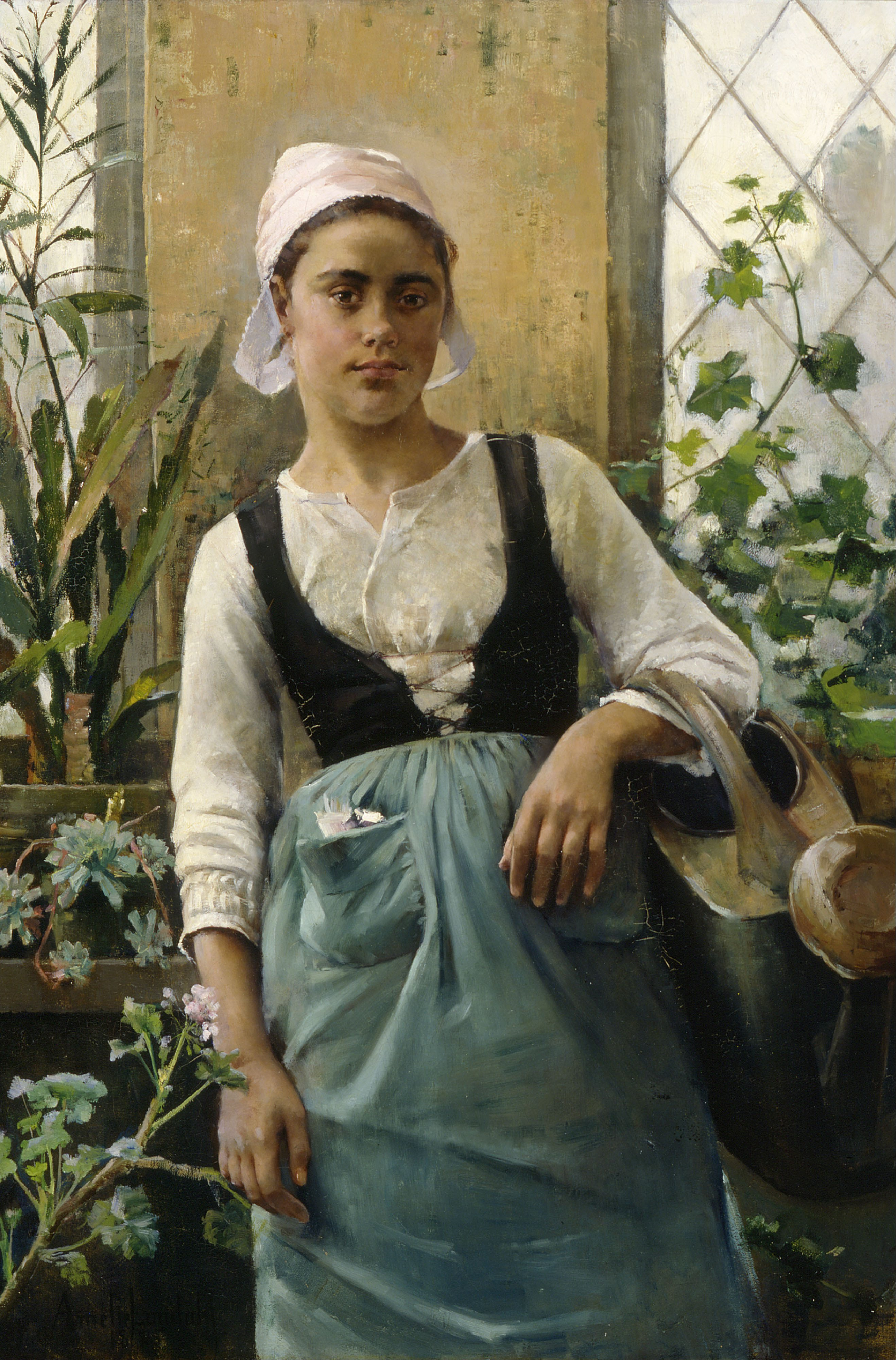
"La giardiniera"
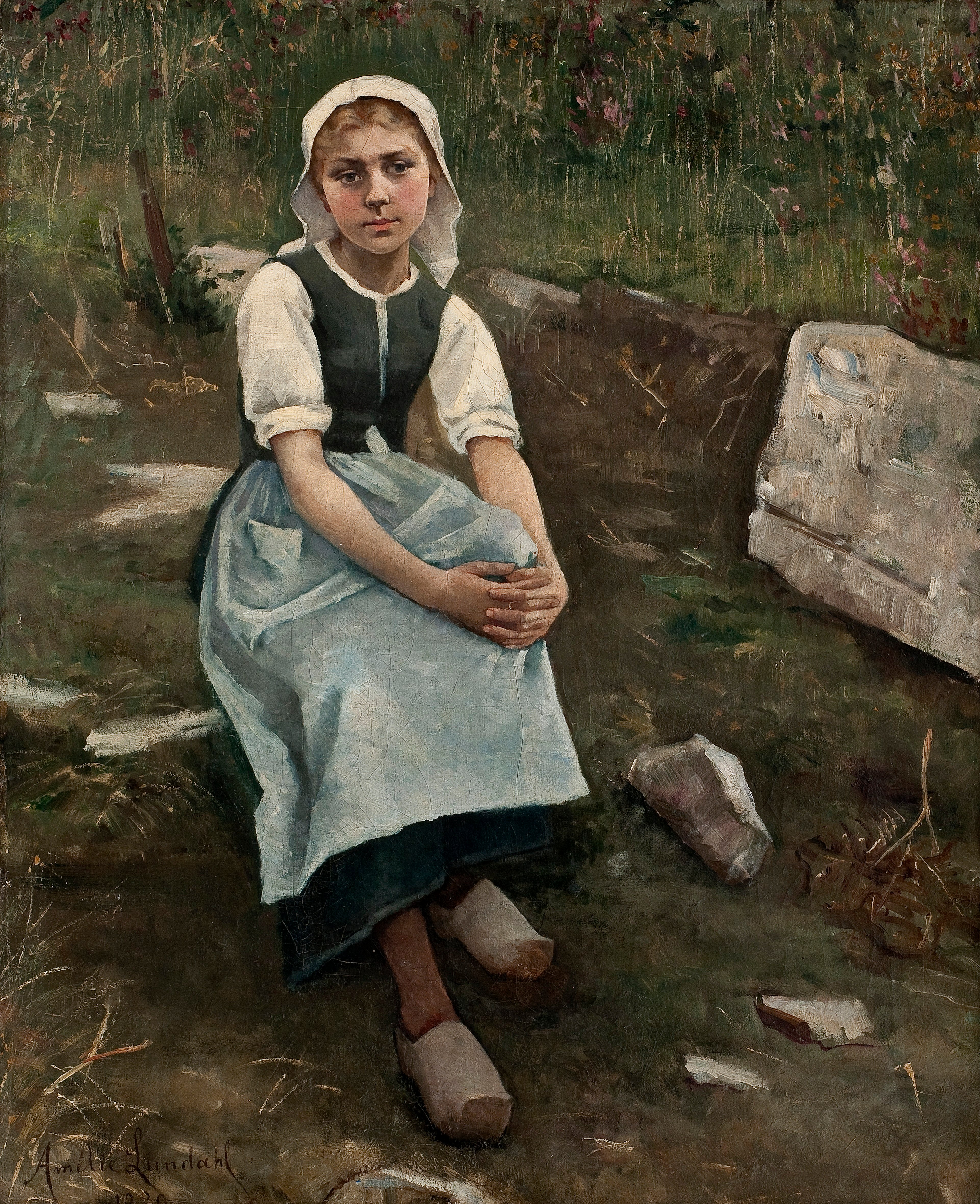
"Ragazza bretone"